# Appel-Salz
Das Appel-Salz (IUPAC: 4,5-Dichlor-1,2,3-dithiazoliumchlorid) ist ein organisches Salz, das nach Rolf Appel benannt wurde, der es erstmals 1985 beschrieb. Es reagiert mit Nukleophilen unter Abspaltung des Chloratoms in Position 5. Es kann als Synthetisches Äquivalent zu Oxalylchlorid bzw. zum Synthon (CO)22+ dienen. Darüber hinaus dient es als vielseitiges Reagenz in diversen Heterocyclen-Synthesen und Umwandlungen funktioneller Gruppen.

## Gewinnung und Darstellung
Das Appel-Salz kann durch die Kondensationsreaktion von Chloracetonitril und Dischwefeldichlorid in Dichlormethan gewonnen werden. Dabei entstehen die Abspaltungsprodukte Chlorwasserstoff und elementarer Schwefel.

## Eigenschaften
Mit mehrbasigen Säuren (Wasser, Schwefelwasserstoff, Amine usw.) bildet das Appel-Salz Carbonyl-artige Produkte. Auch C-Nukleophile wie Phenol können mit dem Appel-Salz kondensieren. Unter Phasentransferkatalyse mit 18-Krone-6 lassen sich in der Position 5 zwei Fluoratome anbringen.
Auch reduktive Dimerisierung ist möglich: